# Malta Song for Europe 2000
Malta Song for Europe 2000 (Abkürzung: MSFE 2000) war die maltesische Vorentscheidung für den Eurovision Song Contest 2000, der in Stockholm (Schweden) stattfand, nachdem Charlotte Nilsson im Vorjahr mit ihrem Lied Take Me To Your Heaven den Eurovision Song Contest gewonnen hatte. Der Wettbewerb wurde von Claudette Pace mit dem Lied Desire gewonnen.

## Prinzip
Insgesamt wurden 16 Beiträge von einer Fachjury ausgewählt, die am Finale, das am 15. Januar 2000 im Mediterranean Conference Centre stattfand, teilzunehmen. Am 15. Januar wurden die Lieder wie im Vorjahr ausschließlich auf Englisch vorgetragen. Die Jury wählte mit 100 % Stimmenanteil die 16 Finalisten, die am 15. Januar antraten, um Malta bei dem Eurovision Song Contest zu vertreten. 
Die Künstler hatten die Wahl, ihre Lieder auf Englisch oder Maltesisch vorzutragen, da beide Sprachen ihre Amtssprache sind, jedoch entschieden sich alle für die englische Sprache.

### Finale
Im Finale, das am 15. Januar 2000 stattfand, sangen 16 Künstler um den Sieg des Vorentscheids. Letztendlich wurde es von Claudette Pace mit dem Lied Desire gewonnen.
Die Punktevergabe erfolgte durch 7 Juroren, die jeweils an jedes Lied Punkte vergeben mussten, sodass sie jeden Wert von 1-12 und 14, 16, 18 und 20 einmal vergaben.
| Startnr. | Interpret         | Englischer Songtitel     | Ungefähre Bedeutung im Deutschen     | Platzierung |
| -------- | ----------------- | ------------------------ | ------------------------------------ | ----------- |
| 01       | Konrad Pule       | Going Strong             | Gut in Form                          | 11.         |
| 02       | Alwyn Borg Myatt  | Let’s Try Love Once More | Lass uns Liebe noch einmal versuchen | 7./8.       |
| 03       | Olivia Lewis      | I Wanna Love You         | Ich will dich lieben                 | 9.          |
| 04       | Paula             | One Day                  | Eines Tages                          | 14.         |
| 05       | Marvic Lewis      | I Have Given All to You  | Ich habe dir alles gegeben           | 10.         |
| 06       | Gianni            | My Friends               | Meine Freunde                        | 13.         |
| 07       | Tarcisio Barbara  | Home-Grown Tenderness    | Einheimische Zärtlichkeit            | 12.         |
| 08       | Claudette Pace    | Desire                   | Wunsch                               | 1.          |
| 09       | Rita Pace         | Come Into My Life        | Komm in mein Leben                   | 16.         |
| 010      | Ira Losco         | Shine                    | Schein                               | 6.          |
| 011      | Rita Pace         | We Can Touch the Wind    | Wir können den Wind berühren         | 15.         |
| 012      | Olivia Lewis      | Only for You             | Nur für Dich                         | 5.          |
| 013      | Pricilla          | Our Love                 | Unsere Liebe                         | 3.          |
| 014      | Fabrizio Faniello | Change of Heart          | Wandel des Herzens                   | 2.          |
| 015      | Ira Losco         | Falling In Love          | Sich verlieben                       | 7./8.       |
| 016      | Paul Giordimaina  | The Only One             | Der einzige                          | 4.          |

#### Punktevergabe
| Startnr. | Lied                     | 1. Juror | 2. Juror | 3. Juror | 4. Juror | 5. Juror | 6. Juror | 7. Juror | Total |
| -------- | ------------------------ | -------- | -------- | -------- | -------- | -------- | -------- | -------- | ----- |
| 1        | Going Strong             | 12       | 4        | 4        | 9        | 9        | 6        | 7        | 51    |
| 2        | Let’s Try Love Once More | 10       | 9        | 8        | 3        | 10       | 5        | 14       | 67    |
| 3        | I Wanna Love You         | 7        | 8        | 12       | 14       | 11       | 4        | 3        | 59    |
| 4        | One Day                  | 6        | 7        | 2        | 8        | 8        | 2        | 6        | 39    |
| 5        | I Have Given All to You  | 14       | 6        | 11       | 6        | 7        | 3        | 10       | 57    |
| 6        | My Friends               | 4        | 3        | 5        | 7        | 3        | 14       | 4        | 40    |
| 7        | Home-Grown Tenderness    | 8        | 2        | 9        | 5        | 1        | 12       | 8        | 45    |
| 8        | Desire                   | 20       | 20       | 20       | 4        | 20       | 20       | 18       | 122   |
| 9        | Come Into My Life        | 2        | 1        | 1        | 1        | 5        | 1        | 5        | 16    |
| 10       | Shine                    | 11       | 16       | 10       | 12       | 2        | 18       | 1        | 70    |
| 11       | We Can Touch the Wind    | 1        | 5        | 3        | 10       | 4        | 8        | 2        | 33    |
| 12       | Only for You             | 16       | 11       | 6        | 11       | 14       | 7        | 9        | 74    |
| 13       | Our Love                 | 5        | 10       | 14       | 18       | 16       | 10       | 20       | 93    |
| 14       | Change of Heart          | 9        | 18       | 18       | 20       | 12       | 16       | 11       | 104   |
| 15       | Falling In Love          | 3        | 12       | 7        | 16       | 6        | 11       | 12       | 67    |
| 16       | The Only One             | 10       | 14       | 16       | 2        | 18       | 9        | 16       | 82    |